# 118th Wing

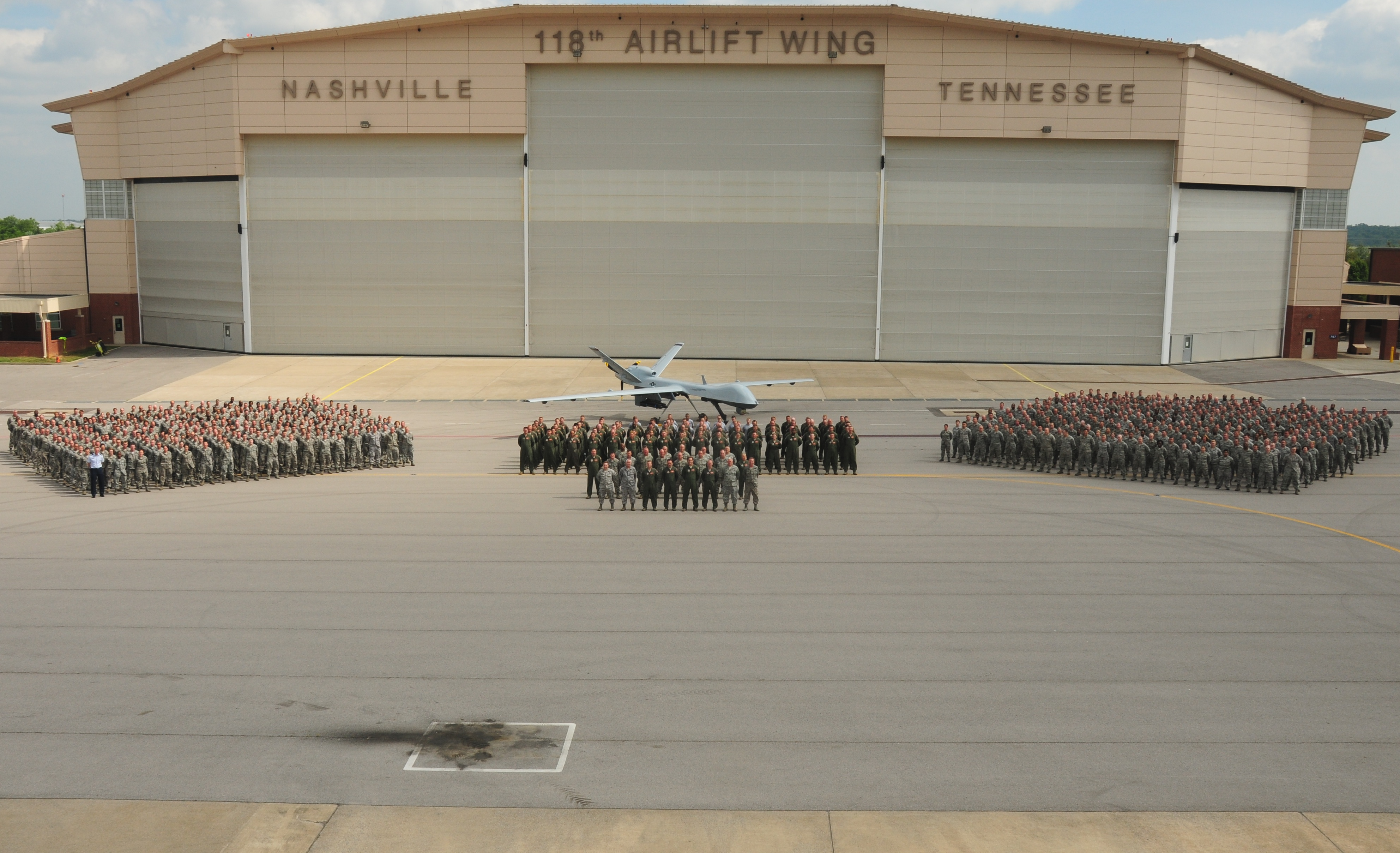
Avieri e un MQ-9 dello stormo schierati davanti all'hangar principale

Il 118th Wing è uno Stormo composito della Tennessee Air National Guard. Riporta direttamente all'Air Combat Command quando attivato per il servizio federale. Il suo quartier generale è situato presso la Berry Field Air National Guard Base, Tennessee.

## Organizzazione
Attualmente, al settembre 2017, esso controlla:
- 118th Operations Group
  - 118th Operations Support Squadron
  -  105th Attack Squadron - Equipaggiato con MQ-9 Reaper
- 118th Maintenance Group
- 118th Mission Support Group